# Trauma Center: New Blood
Trauma Center: New Blood (japonès: カドゥケウス ニューブラッド, Kadukeusu Nyū Buraddo, literalment "Caduceus: New Blood") és un videojoc de simulació mèdica desenvolupat per Atlus i publicat per la mateixa i per Nintendo para Wii. És la seqüela de Trauma Center: Under the Knife i Trauma Center: Second Opinion, jocs en els quals el jugador assumeix el paper de cirurgià inexpert que ha de realitzar intervencions quirúrgiques i enfrontar-se a malalties desconegudes. El joc va arribar al mercat al novembre de 2007 en Estats Units, el gener de 2008 al Japó i al novembre del mateix any a Europa
Tots els personatges són nous i el joc incorpora millores com una manera multijugador cooperatiu que ens permet operar en parella als pacients al mateix temps.
També s'inclouen sistemes de classificacions en línia per a poder comparar temps i puntuacions amb altres jugadors.
La trama torna a girar entorn de doctors que seran contractats per Caduceus per a lluitar contra conspiracions de caràcter mèdic. També estarà present altra vegada l'ús del toc curatiu.

## Argument
New Blood comença set anys després de Trauma Center Under the Knife 2 l'any 2028. El joc segueix als doctors Marcus Vaughn i Valerie Blaylock, dos cirurgians amb el toc curativo que treballen en el Concòrdia Medical Institute a Los Angeles. El Dr Vaughn es va al Montgomery Memorial Hospital a Alaska i és seguit per la doctora Blaylock, per aprendre de les seves habilitats com a mèdic. Fan poques operacions allí, incloent una en el Dr. Hoover, el director de l'hospital. Que es desmaia per tumors en l'intestí. En un episodi, un home va ser ferit amb un rifle, una senyora jove ho va portar al Montogomery Memorial, i ella actualment és infermera, qui els ajuda a la sala d'operacions. Després descobreixen que ella és de Concòrdia i que el seu nom és Elena Salazar, ella ha vingut a demanar-li al Dr. Vaughn que l'operi per canviar un implant en el seu pàncrees. Marcus li canvia l'implant, i quan ella ja es recupera totalment. Ell li demana que torni als Àngels. Ella no accepta aquesta decisió i decideix ser assistent dels doctors. Quan el hospital inesperadament tanca, el Dr. Hoover els diu que han de tornar a Concòrdia. Marcus no vol anar, però s'adona que ha de tornar.
A Concòrdia, ells aprenen del Professor Wilkens, un conegut de Markus, sobre un paràsit misteriós anomenat "Stigma". Després que Marcus i Valerie operen en Wilkens, que estava infectat amb Estigma, el professor és segrestat i tota la seva investigació de l'Stigma és robada. Tement-se el pitjor, el doctor Vaughn i el doctor Blaylock són convidats al fet que es facin membres de Caduceus (Un institut creat per erradicar malalties contagioses), pel seu coneixement en Estigma. Els primers casos van ser a l'aire lliure. Però no gaire temps després d'aparèixer en Miracle Surgery (Show, on les persones sense recursos van a ser operades gratuïtament, que desprestigia a Caduceus) per llevar el xou de l'aire, les coses es compliquen. Són segrestats per la família Kidman, una organització criminal que han vist les seves habilitats i la rendibilitat de l'Stigma i són forçats a operar en pacients intencionalment infectats amb Stigma. Marcus li confesa a Valerie i a Elena que va ser ell el responsable per la creació de l'Stigma, que va anar per un accident quan ell estava treballant amb el professor Wilkens. El professor volia continuar amb el seu investigació per demostrar-li al món les seves habilitats i tornar-se famós amb el seu investigació. No obstant això Marcus va rebutjar la idea d'usar una potencial amenaça per tornar-se famós i es va anar a Alaska.
Finalment ells aconsegueixen escapar dels Kidman i tornen a Caduceus.
Quan tornen, a l'oficina de la directora, aquesta els diu que les entrades mèdiques tenen un metall anomenat culurium, (que està contagiat amb Estigma) que han de viatjar a un país sud-americà anomenat Culuruma, per a la investigació d'aquest.
Després de viatjar a l'Amèrica del Sud per tractar més pacients amb Stigma, troben a Kidman mort i un dels seus companys en condició crítica.
De tornada en Caduceus, descobreixen que Cynthia Kasakov, una amiga de Valerie, que tenia en relació amb un home anomenat Mestre Vakhusti, que planejava donar-li un implant similar al d'Elena que Cynthia té. Que és usat per a matar ynthia (fa que el cor es detingui). Després de remoure l'implant de Cynthia, troben a Vakhusti, que té Cardia Estigma (el tipus més perillós d'aquest). Valerie i Marcus tracten a l'Stigma final (Cardia) i descobreixen que Cardia va ser feta per tractar una malaltia terminal, però aquesta el va fer sociopàtic i dement. Vakhusti mor reconeixent els seus pecats poc després de l'operació, acabant aquí el joc.
En l'epíleg, es mostra com els governs estan agraïts amb els doctors per salvar al món d'aquesta amenaça, i al final estan els doctors mirant als estels, contemplant com és salvar una vida quan es necessita.
Derek Stiles I Angie Thompson dels jocs previs de TC apareixen en l'episodi 7-4 i el 4 challenge, en el qual Derek i Angie mostren a Marcus i Valerie una simulació VR dissenyada per simular tractar pacients infectats amb GUILT i Stigma.